# Valle de Luena
El valle de Luena es un valle menor cántabro perteneciente a la comarca de los Valles Pasiegos, que toma su nombre del río Luena, afluente del Pas. Su territorio coincide más o menos con el municipio de Luena, área de influencia de Ontaneda. Se considera parte de los valles pasiegos desde el siglo XVIII, a causa de la expansión demográfica de los pasiegos.
Se trata de un valle bastante angosto y de laderas inclinadas. Salva un desnivel de unos 800 metros. Tiene una longitud de aproximadamente 7 km y una anchura máxima de poco más de 300 m.
En Entrambasmestas el valle de Luena se une al valle del Pas al confluir los flujos de los ríos Magdalena-Luena y Pas.